# US Open 2013 - Doppio leggende maschile
Questo è stato n nuovo evento.
John McEnroe e Patrick McEnroe hanno battuto in finale Michael Chang e Todd Martin con il punteggio di 6–4 6–0.

## Tabellone

### Legenda
| - Q = Qualificato - WC = Wild card - LL = Lucky loser | - ALT = Alternate - SE = Special Exempt - PR = Protected Ranking | - w/o = Walkover - r = Ritirato - d = Squalificato |

### Finali
|  | Semifinali                   | Semifinali                   | Semifinali                   | Semifinali | Semifinali |  |  | Finale                       | Finale                       | Finale                       | Finale | Finale |  |
|  |                              |                              |                              |            |            |  |  |                              |                              |                              |        |        |  |
|  | Michael Chang Todd Martin    | Michael Chang Todd Martin    | Michael Chang Todd Martin    | 7          | 6          |  |  |                              |                              |                              |        |        |  |
|  | Pat Cash MaliVai Washington  | Pat Cash MaliVai Washington  | Pat Cash MaliVai Washington  | 64         | 4          |  |  | Michael Chang Todd Martin    | Michael Chang Todd Martin    | Michael Chang Todd Martin    | 4      | 0      |  |
|  | John McEnroe Patrick McEnroe | John McEnroe Patrick McEnroe | John McEnroe Patrick McEnroe | 6          | 6          |  |  | John McEnroe Patrick McEnroe | John McEnroe Patrick McEnroe | John McEnroe Patrick McEnroe | 6      | 6      |  |
|  | Cédric Pioline Mats Wilander | Cédric Pioline Mats Wilander | Cédric Pioline Mats Wilander | 4          | 4          |  |  |                              |                              |                              |        |        |  |